# Zankovci
Zankovci – wieś w Chorwacji, w żupanii istryjskiej, w gminie Kršan. W 2011 roku liczyła 8 mieszkańców.